# أركادي فينشتاين
أركادي فينشتاين (بالروسية: Аркáдий Иóсифович Вайнштéйн)‏ (من مواليد 24 فبراير 1942) هو أستاذ فخري روسي الاصل وأمريكي الجنسية في الفيزياء النظرية حصل على جائزة بوميرانشوك (2005) وجائزة ساكوراي (1999) للفيزياء النظرية. 

## سيرة شخصية
ولد فينشتاين في 24 فبراير 1942 في نوفوكوزنتسك ، روسيا. حصل على درجة الدكتوراه من معهد بودكر للفيزياء النووية في نوفوسيبيرسك بروسيا ودرجة الماجستير من جامعة نوفوسيبيرسك  حيث أصبح أستاذًا في المعهد. كان مديرًا لمعهد ويليام الأول للفيزياء النظرية الجميلة بجامعة مينيسوتا حيث يشغل حاليًا منصب كرسي جلوريا بيكر لوبكين  في عام 1997 أصبح زميلًا في الجمعية الفيزيائية الامريكية وبعد ذلك بعامين حصل على جائزة ساكوراي . في عام 2004 بدأ العمل في معهد كافلي للفيزياء النظرية في سانتا باربرا ، كاليفورنيا ، وبعد عام حصل على جائزة بوميرانشوك من معهد الفيزياء النظرية والتجريبية في موسكو .  حصل البروفيسور فينشتاين على جائزة يوليوس ويس لعام 2014 من قبل مركز كات للفيزياء الجزيئية والجسيمات الفلكية (KCETA)  وميدالية وجائزة ديريك لعام 2016. 